# Список умерших в 1351 году

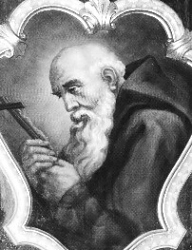
Конрад из Пьяченцы

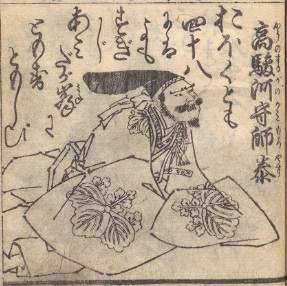
Ко но Мороясу

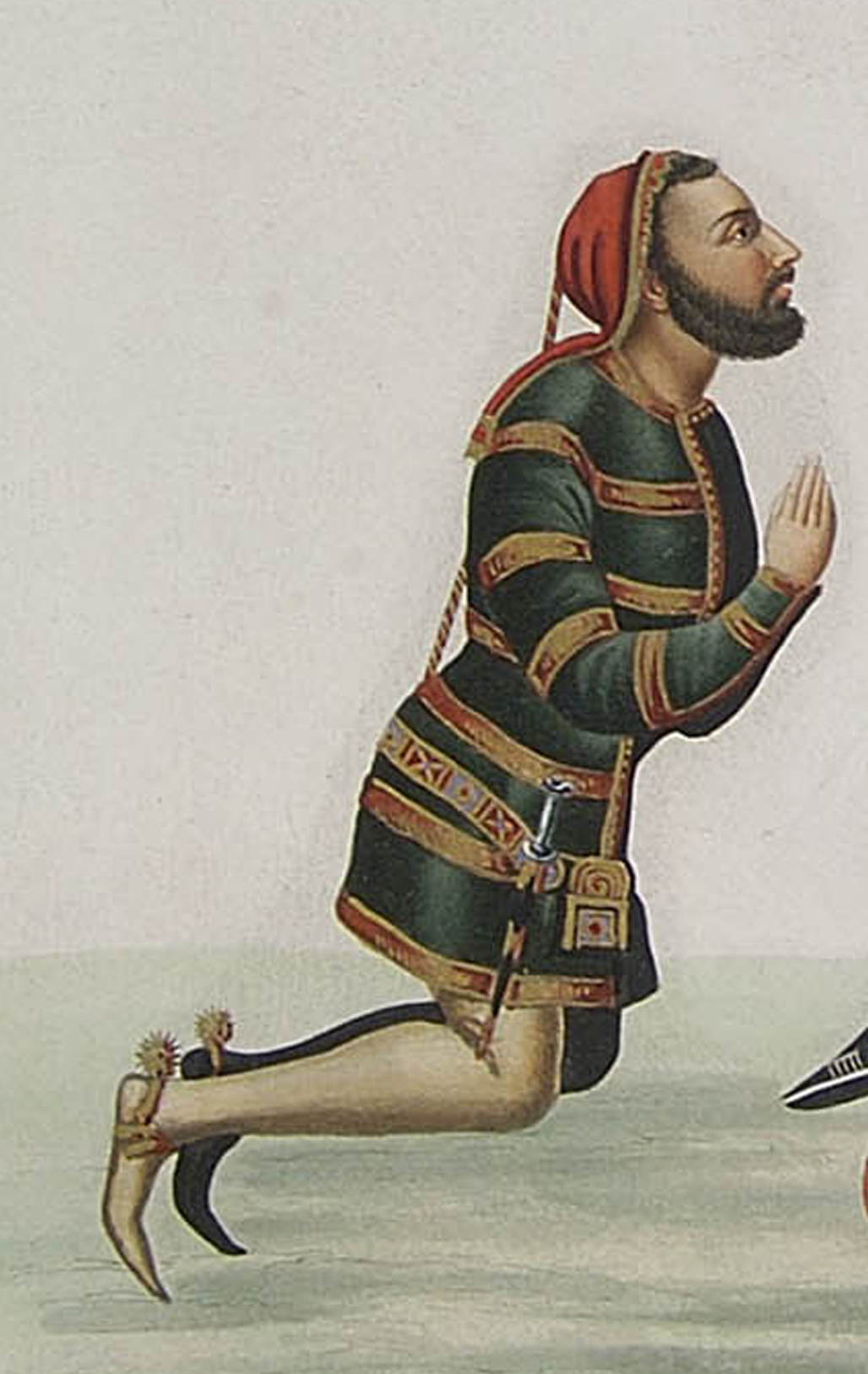
Мастино II делла Скала

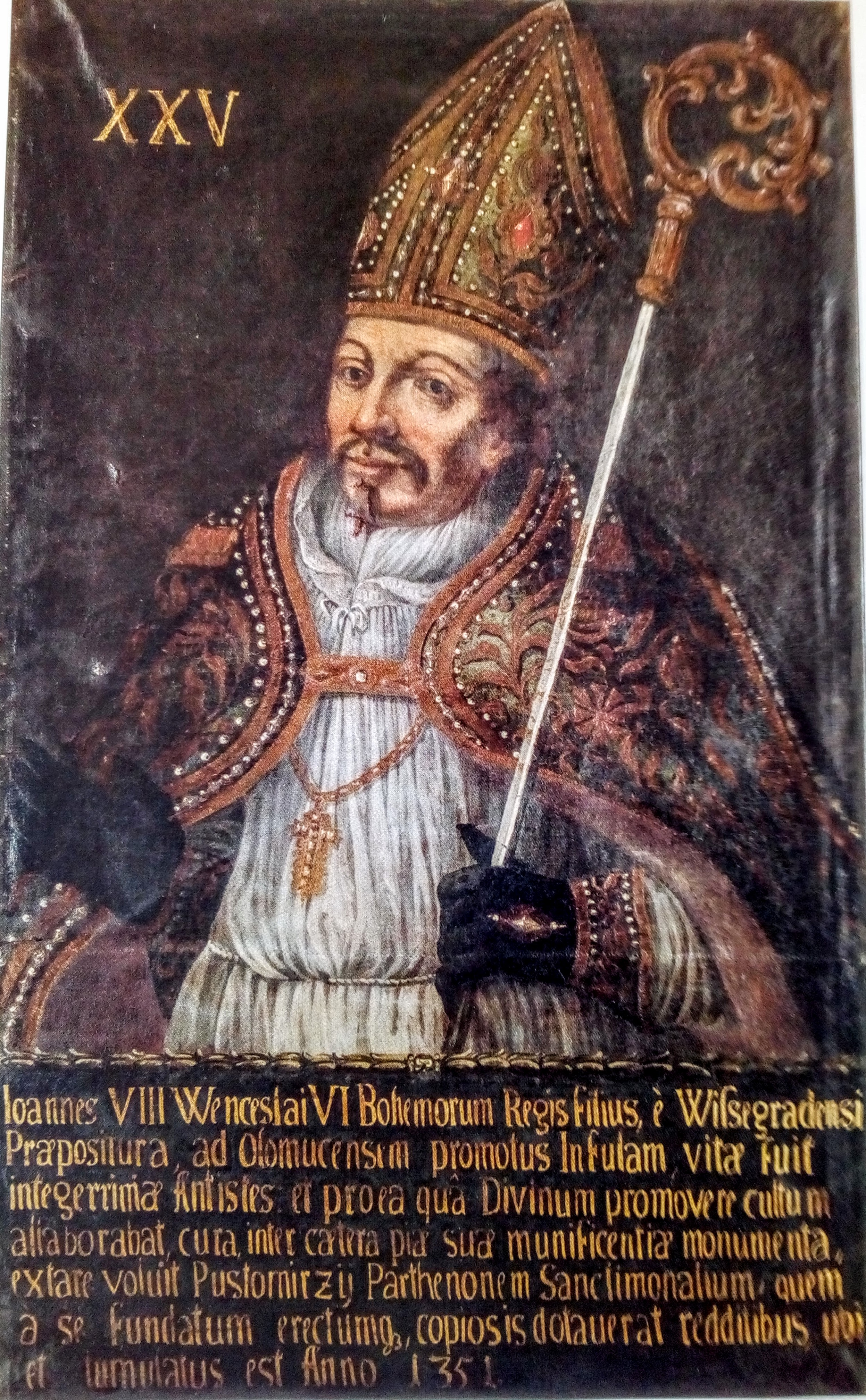
Ян VII Волек

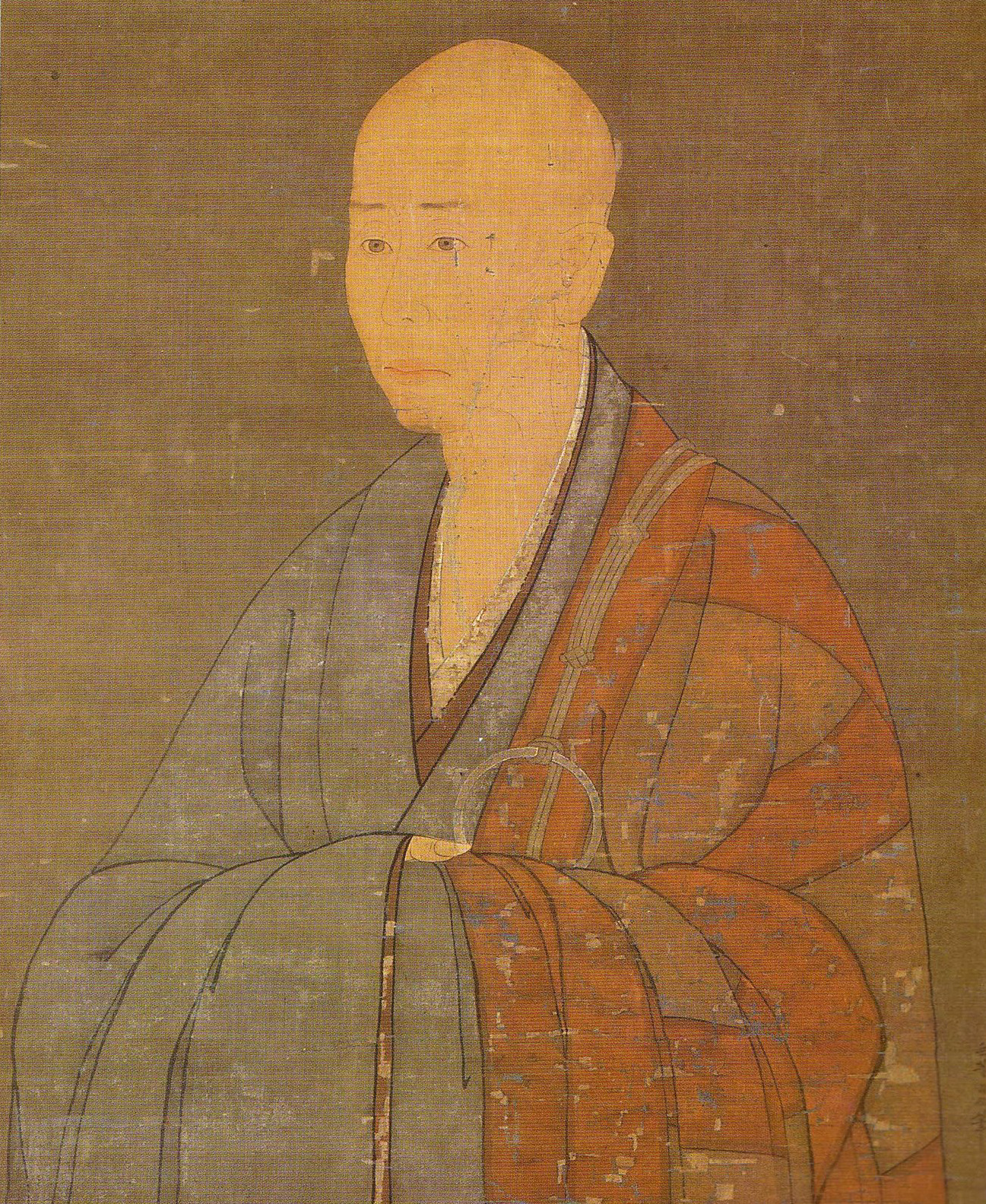
Мусо Сосэки

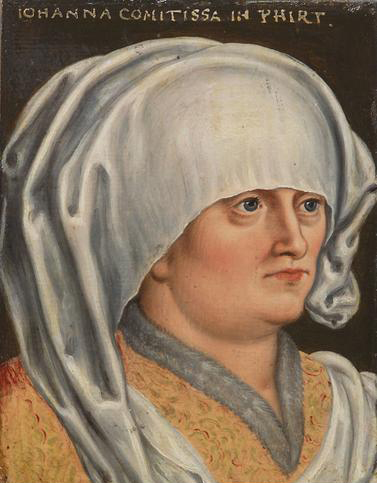
Иоганна Пфирт

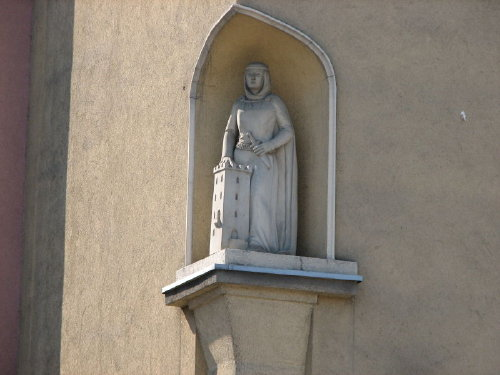
Констанция Водзиславская

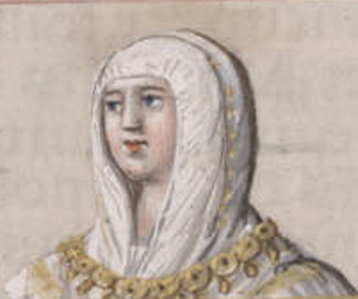
Леонора де Гусман

В этой статье представлен список известных людей, умерших в 1351 году.
См. также: Категория:Умершие в 1351 году

## Январь
- 22 января — Раньери II Казали[итал.] — первый сеньор Кортоны (1325—1351).
- 31 января — Ричард Ловел, английский аристократ, 1-й барон Ловел из Кэри (1348—1351).

## Февраль
- 13 февраля — Ко но Морофую[англ.] — генерал сёгуна Асикага Такаудзи, губернатор провинции Микава и канрэй; покончил жизнь самоубийством поле поражения во время смуты годов Канно
- 19 февраля — Конрад из Пьяченцы — итальянский монах-отшельник, святой римско-католической церкви, помогает при грыже

## Март
- 10 марта — Жан I Дофинет — дофин Оверни (1324—1351)
- 20 марта — Мухаммад ибн Туглак — султан Дели (1325—1351)
- 25 марта:
  - Ко но Моронао[англ.] — генерал сёгуна Асикага Такаудзи, первый канрэй; казнён вместе с родственниками;
  - Ко но Мороясу[англ.] — генерал сёгуна Асикага Такаудзи; казнён вместе с родственниками.
- 26 марта — Роберт (Ричард) Бембро[англ.] — средневековый рыцарь, глава фракции монфортистов в бою тридцати; погиб в бою
- Денис ле Гранд[фр.] — епископ Санлиса (1349—1351)

## Май
- 24 мая — Абу-ль-Хасан Али I — маринидский султан Марокко (1331—1351); умер в изгнании

## Июнь
- 3 июня — Мастино II делла Скала — правитель Вероны из династии Скалигеров (1329—1351)
- 8 июня —  Эдуар де Божё (35) — французский дворянин и военачальник, участник битвы при Креси, маршал Франции (c 1347), погиб в бою с англичанами под Ардром.
- 12 июня — Хуана Нуньес де Лара[англ.] — дочь главы Дома Лары Хуана Нуньеса I де Лара, жена инфанта Кастилии и Леона, Энрике Сенатора (4-го сына короля Фернандо III), затем жена Фердинанда де ла Серда, лорда Лары, прабабушка короля Кастилии Хуана I
- 14 июня — Жан де Вьенн[англ.] — епископ Авранша (1328—1331), епископ Теруана (1330—1334), архиепископ Реймса (1336—1351), дипломат
- 20 июня — Маргарета Эбнер — немецкая монахиня-доминиканка, визионерка, мистическая писательница, святая римско-католической церкви.

## Август
- 20 августа — Болеслав III Плоцкий — князь Плоцкий (1336—1351), визненский (1345—1351) и Сохачевский (1345—1351)
- 26 августа — Ульрих фон Вильдхаус[нем.] — епископ Гурка (1345—1351)

## Сентябрь
- 27 сентября — Ян VII Волек[чеш.] — епископ Оломоуца (1334—1351)

## Октябрь
- 20 октября — Мусо Сосэки — японский поэт, каллиграф, мастер садового искусства, монах-наставник школы риндзай-дзэн, один из виднейших творцов культуры годзан бунка. «Наставник семи императоров»
- 25 октября — Иоганн V[нем.] — граф Гюцкова, погиб в битве при Шоппендамме[нем.] войны за рюгенское наследство

## Ноябрь
- 15 ноября — Иоганна фон Пфирт — герцогиня-консорт Австрии (1330—1351), жена герцога Альбрехта II.
- 25 ноября — Ульрих Пфефферхард[нем.] — епископ Констанца (1345—1351)

## Декабрь
- 27 декабря:
  - Делшад-хатун[фр.] — внучка эмира государства Хулагуидов Чобана, жена последнего ильхана Хулагуидов Абу Саид Бахадур-хана, затем жена первого правителя Джалаиридов Хасана Бузурга, мать Увейс-хана;
  - Иоганн I[нем.] — епископ Наумбурга (1348—1351).
- 28 декабря — Вацлав Люксембургский[чеш.] (1) — сын и наследник престола короля Чехии и императора Священной Римской империи Карла IV

## Дата неизвестна или требует уточнения
- Бертран III де Бо — граф Андрии (1308 — ок. 1321, 1347—1351), Граф Монтескальозо и Скуиллаче (1309—1351), Великий юстициарий Сицилийского королевства (1343—1351)
- Василий Александрович — Князь пронский, Великий князь рязанский (?—1351)
- Гарси Лассо де ла Вега II — кастильский дворянин, сеньор де ла Вега; казнён по приказу Педро I.
- Генрих II — герцог Брауншвейг-Люнебурга, князь Брауншвейг-Грубенхагена (1322—1351)
- Гуго I де Бо — граф д’Авеллино (1321—1351), сенешаль Прованса и Форкалькье, великий адмирал Сицилийского королевства (1347—1350); убит
- Жауме Сиджо[исп.] — епископ Лериды (1341—1348), епископ Тортосы (1348—1351).
- Иван Александрович, великий князь Рязанский.
- Констанция[англ.] — герцогиня Водзиславская (1324—1351)
- Леонора де Гусман — любовница короля Кастилии и Леона Альфонсо XI, мать короля Кастилии и Леона Энрике II; казнена по приказу Педро I
- Пьер Кириак[фр.] — французский кардинал-священник de S. Crisogono (1342—1351).
- Рабгузи, тюркоязычный писатель и поэт из Хорезма.
- Роберт III де Беу[фр.] — виконт Беу, гроссмейстер Франции (1347)
- Тадж-эль-Дин ибн Кутб аль-Дин[англ.] — михрабанидский малик Систана (1346—1350); погиб после свержения в бою с монголами.
- Фернандо Нуньес де Вильена, кастильский дворянин, 2-й герцог Вильены, 2-й сеньор Сифуэнтеса и 3-й сеньор Эскалона, Пеньяфиэля и Куэльяра (1348—1351).
- Хуан Алонсо Перес де Гусман-и-Коронель — кастильский дворянин и военачальник, сеньор де Санлукар-де-Баррамеда (1309—1351).
- Хань Шаньтун — один из первых лидеров восстания Красных повязок; казнён
- Хью де Бург[англ.] — лорд Верховный казначей Ирландии (1340—1344), главный барон Казначейства (1344—1351).
- Эдмунд Гонвиль[англ.] — основатель колледжа Гонвилл-энд-Киз (1348)
- Ян ван Бундале — нидерландский поэт